# Lista șefilor de stat din Iugoslavia
Aceasta este o listă a șefilor de stat din Iugoslavia de la crearea Regatului sârbilor, croaților și slovenilor în 1918 până la destrămarea Republicii Socialiste Federative Iugoslavia în 1992.
În istoria federației, niciun șef de stat nu a fost ales pe cale democratică. Iugoslavia Regală a fost guvernată după monarhia constituțională a Casei Karađorđević din 1918 până în la izbucnirea celui de-Al Doilea Război Mondial. A doua Iugoslavie a fost guvernată de Iosip Broz Tito, președinte al Ligii Comuniștilor din Iugoslavia din Al Doilea Război Mondial până la moartea sa, când președinția a fost schimbată de fiecare dată până la dizolvarea federației. Odată cu introducerea sistemului de alegeri democratice instaurate în 1990, fiecare republică își alegea alegea fiecare guvern, însă șefii de stat au fost schimbați de fiecare dată în rândul reprezentanților nealeși ale republicilor până la dispariția statului.

## Regatul sârbilor, croaților și slovenilor/Regatul Iugoslaviei (1918-1945)
Regatul sârbilor, croaților și slovenilor a fost creat după unirea Regatului Serbiei cu Statul slovenilor, croaților și sârbilor la 1 decembrie 1918. Ulterior numele a fost schimbat în Regatul Iugoslaviei.
| Rege            | Durata vieții | Durata guvernării                   | Casa         | Note |
| --------------- | ------------- | ----------------------------------- | ------------ | --- |
| Petru I         | 1844–1921     | 1 decembrie 1918- 16 august 1921    | Karađorđević | Prințul Alexandru interpretând ca regent |
| Alexandru       | 1888–1934     | 16 august 1921- 9 octombrie 1934    | Karađorđević | asasinat în 1929 după proclamarea Rege al Iugoslaviei. |
| Petru al II-lea | 1923–1970     | 9 octombrie 1934- 29 noiembrie 1945 | Karađorđević | Prințul Paul al Iugoslaviei a acționat ca regent până la izgonirea din 27 martie 1941; Petru a fost exilat de invazia Germaniei la 17 aprilie 1941 și a abdicat la 29 noiembrie 1945. |

## Republica Socialistă Federativă Iugoslavia (1945-1991)
După fragmentarea și invazia germană a Regatului Iugoslavia, partizanii au format Consiliul Antifascist de Eliberare Populară a Iugoslaviei (AVNOJ) în 1942. Pe 29 noiembrie 1943 o conferință AVNOJ a proclamat Federația Democratică Iugoslavia, în timp ce negocierile cu guvernul regal aflat în exil au continuat. După eliberarea Belgradului, guvernul comunist au declarat la 29 noiembrie 1945 că Regele Petru a fost detronat, proclamând Republica Federativă Populară Iugoslavia. În 1963, statul a fost redenumit în Republica Socialistă Federativă Iugoslavia.
| Președinte      | Durat vieții | Durat mandatului                     | Partid politic                                     |
| --------------- | ------------ | ------------------------------------ | -------------------------------------------------- |
| Ivan Ribar      | 1881 - 1968  | 29 decembrie 1945 - 14 ianuarie 1953 | Partidul Comunist/Liga Comuniștilor din Iugoslavia |
| Iosip Broz Tito | 1892 - 1980  | 14 ianuarie 1953 - 16 mai 1974       | Liga Comuniștilor din Iugoslavia                   |

După 1974, Iugoslavia a fost condusă de un colectiv prezidențial alcătuit din reprezentanții celor șase republici, cele două provincii autonome ale Serbiei și Președintele Ligii Comuniștilor (până în 1988). Inițial, colectivul a fost prezidat de Tito, care a fost ales Președinte pe viață. După moartea sa în 1980, un membru a fost ales anual Președinte al Președinției interpretând ca șef de stat.
| Nume                                              | Durata vieții | Durata mandatului                                                          | Partid politic                                                  | Reprezentând             |
| ------------------------------------------------- | ------------- | -------------------------------------------------------------------------- | --------------------------------------------------------------- | ------------------------ |
| Josip Broz Tito                                   | 1892 - 1980   | 16 mai 1974 - 4 mai 1980                                                   | Liga Comuniștilor din Iugoslavia                                | Președinte pe viață      |
| Lazar Koliševski Lazăr Colișevschi                | 1914 - 2000   | 4 mai 1980 - 15 mai 1980                                                   | Liga Comuniștilor din Iugoslavia                                | RS Macedonia             |
| Cvijetin Mijatović Țvietin Miatovici              | 1913 - 1993   | 15 mai 1980 - 15 mai 1981                                                  | Liga Comuniștilor din Iugoslavia                                | RS Bosnia și Herțegovina |
| Sergej Kraigher Serghei Craigher                  | 1914 - 2001   | 15 mai 1981 - 15 mai 1982                                                  | Liga Comuniștilor din Iugoslavia                                | RS Slovenia              |
| Petar Stambolić Petru Stambolici                  | 1912 - 2007   | 15 mai 1982 - 15 mai 1983                                                  | Liga Comuniștilor din Iugoslavia                                | RS Serbia                |
| Mika Špiljak Mika Șpiliac                         | 1916 - 2007   | 15 mai 1983 - 15 mai 1984                                                  | Liga Comuniștilor din Iugoslavia                                | RS Croația               |
| Veselin Đuranović Veselin Diuranovici             | 1925 - 1997   | 15 mai 1984 - 15 mai 1985                                                  | Liga Comuniștilor din Iugoslavia                                | RS Muntenegru            |
| Radovan Vlajković Radovan Vlaikovici              | 1922 - 2001   | 15 mai 1985 - 15 mai 1986                                                  | Liga Comuniștilor din Iugoslavia                                | PSA Voivodina            |
| Sinan Hasani                                      | 1922 - 2010   | 15 mai 1986 - 15 mai 1987                                                  | Liga Comuniștilor din Iugoslavia                                | PSA Kosovo               |
| Lazar Mojsov Lazăr Moisov                         | 1920 - 2011   | 15 mai 1987 - 15 mai 1988                                                  | Liga Comuniștilor din Iugoslavia                                | RS Macedonia             |
| Raif Dizdarević Raif Dizdarevici                  | 1926 -        | 15 mai 1988 - 15 mai 1989                                                  | Liga Comuniștilor din Iugoslavia                                | RS Bosnia și Herțegovina |
| Janez Drnovšek Janez Drnovșek                     | 1950 - 2008   | 15 mai 1989 - 15 mai 1990                                                  | Independent                                                     | RS Slovenia              |
| Borisav Jović Borislav Jovici                     | 1928 -        | 15 mai 1990 - 15 mai 1991                                                  | Liga Comuniștilor din Iugoslavia, Partidul Socialist din Serbia | RS Serbia                |
| Vacant (15 mai 1991-16 mai 1991)                  |               |                                                                            |                                                                 |                          |
| Sejdo Bajramović Seido Bairamovici (interpretând) | 1927 - 1994   | 16 mai 1991 - 30 iunie 1991                                                | Partidul Socialist din Serbia                                   | PA Kosovo                |
| Stjepan Mesić Ștefan Mesici                       | 1934 -        | 30 iunie 1991 - 3 octombrie 1991 (demisionând oficial pe 5 decembrie 1991) | Uniunea Democratică Croată                                      | Republica Croația        |
| Branko Kostić Branko Costici (interpretând)       | 1939 -        | 3 octombrie 1991 - 15 iunie 1992                                           | Partidul Democratic al Socialiștilor din Muntenegru             | Republica Muntenegru     |

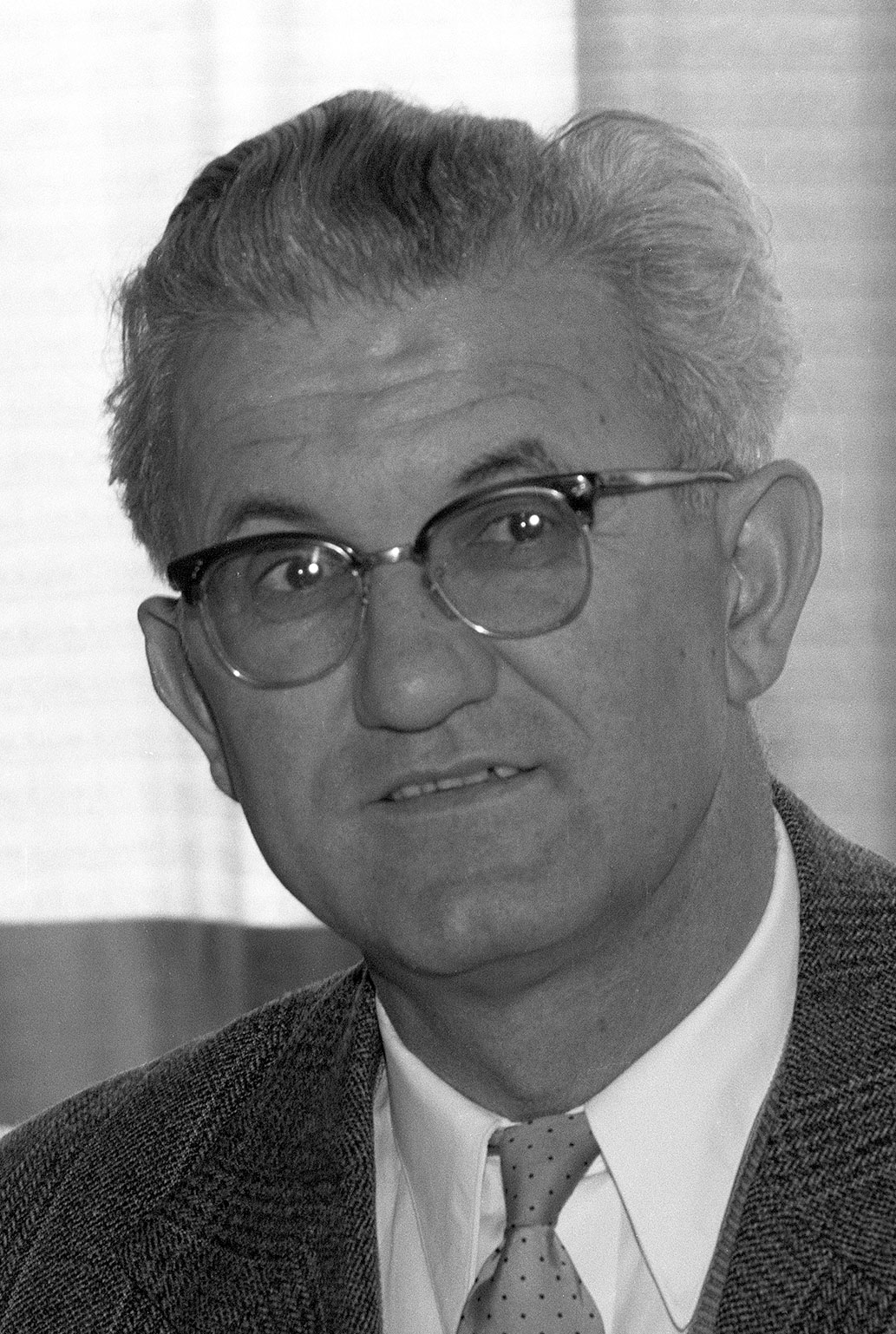
Petar Stambolić

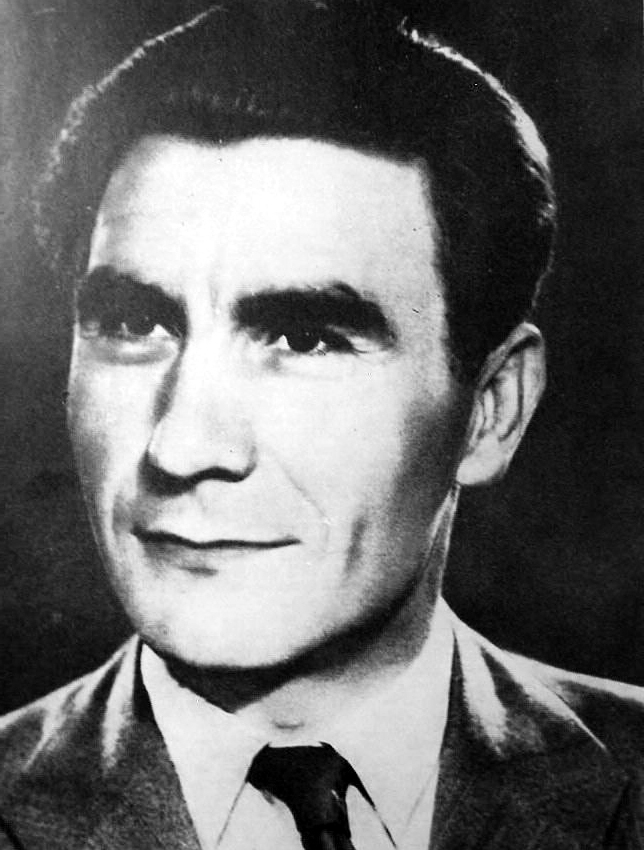
Lazar Koliševski

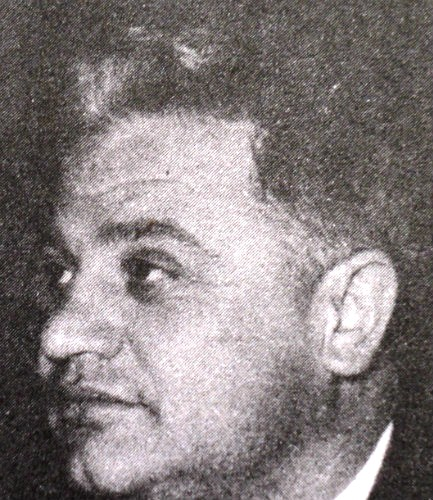
Radovan Vlajković

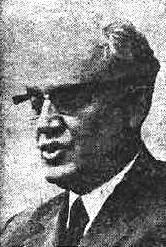
Sergej Kraigher

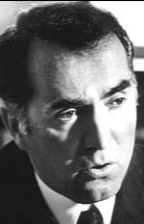
Veselin Đuranović

Pentru alți guvernatori oficiali ai Republicii Socialiste Federative Iugoslavia, vezi Lista liderilor RSF Iugoslavia.